# Jeseritz
Jeseritz é uma vila e um antigo município do distrito Altmarkkreis Salzwedel, na Saxônia-Anhalt, Alemanha. O local foi mencionado pela primeira vez em documentos em 1345, sendo que originalmente, pertencia a Braunschweig. Desde 1 de janeiro de 2010, faz parte da cidade Gardelegen.

## Geografia
Jeseritz está localizada a cerca de sete quilômetros ao norte de Calvörde, entre o Colbitz-Letzlingen Heide e o parque natural Drömling. A cidade antiga de Gardelegen está localizada a cerca de 12 km a nordeste.

## Cultura

### A igreja luterana de Jeseritz
A igreja luterana de Jeseritz é um edifício com estrutura de madeira e data de 1843. Próximo à igreja, há um monumento aos soldados mortos da Primeira Guerra Mundial, feito de arenito vermelho, contendo três placas pretas.

### Centro comunitário
O centro comunitário da vila abriga vários eventos, muitos dos quais são organizados pela brigada de incêndio voluntária, como as tradicionais fogueiras de Páscoa e outono e a festa da vila. Devido à sua localização idílica nas margens de Drömling, Jeseritz é um ponto de partida ideal para passeios de bicicleta e caminhadas, passeios de carruagem e passeios a cavalo.

## História

### Destruição do moinho de vento em Sandkrug
Em 12 de dezembro de 1828, às 4 da manhã, um raio atingiu o moinho de vento em Sandkrug, Jeseritz. O raio incendiou o moinho e partiu a pedra. O filho do moleiro estava na pequena sala do moinho com outro garoto de 15 anos. Ambos foram derrubados, mas se recuperaram.

### Imigração para o Brasil
Há registros de imigrantes vindos de Jeseritz para o Brasil, que se estabeleceram em Santa Catarina.